# سعيد الحربي
سعيد مرزوق الحربي (28 اغسطس 1982)، لاعب كرة قدم سعودي ويلعب في مركز حارس مرمى.
لعب سابقاً مع الشباب والحزم والشعلة وبيشة و الزلفي.

## روابط خارجية
- سعيد الحربي على موقع قاعدة بيانات كرة القدم.إي يو (الإنجليزية)
- سعيد الحربي على موقع Soccerway.com (الإنجليزية)
- سعيد الحربي على موقع كووورة